# NDL
Az NDL, azaz Nativ Document Link (natív dokumentumkapcsolat) technológia egy zárt csatorna, amin keresztül a dokumentumok szabályozottan képesek áramlani. Legyenek ezek akár számviteli, logisztikai bizonylatok, szállítólevelek, képi és adatinformációk .JSON; .XML; .CSV; .PDF; .JPEG formátumban. Az NDL-technológiát az SDSYS - Smart Document System fejlesztette ki és üzemelteti. Az NDL technológia nem más, mint a közel 40 éves EDI technológia modern alternatívája.

## 100% digitális adatfeldolgozás
Az NDL-technológiával a dokumentumok menedzselése egyetlen hitelesített és átlátható rendszeren keresztül történik, amelyen csatornán keresztül kommunikálni lehet vevőikkel, beszállítókkal, könyvelőkkel és akár az adóhatósággal is.

## Az NDL működése
- saját rendszerben,
- megszokott user interface mellett,
- adatrögzítés nélkül,
- zárt csatornán keresztül áramolhatnak xml, csv, json formátumú adatai a cég és partnerei között.

Az SDSYS NDL csatornán küldött, vagy fogadott dokumentumok (számlák, szállítólevelek stb), egyszerűen, papír használata nélkül, naprakészen lesznek elérhetőek megszokott ERP rendszerben is.

## Az NDL előnyei
- biztonságosan lehet továbbítani a dokumentumokat a partnerek felé
- zárt csatornán keresztül lehet kommunikálni a könyvelővel
- átláthatóan lehet fejleszteni és kontrollálni a beszállítói hálózatot
- töredék idő és költség mellett lehet bevezetni a rendszert a beszállítóknál (az eddig használt EDI protokollokhoz képest)
- akár 100% penetrációt is el lehet érni
- eleget tud tenni a NAV kötelező adatszolgáltatásának
- átláthatóan, egy helyen lehet vele kezelni logisztikai bizonylatokat és szállítóleveleket
- párosítani tudja a számlái képi- és adatinformációt
- papír- és adatrögzítés mentesen lehet vele dolgozni
- integrálni lehet már meglévő EDI kapcsolatokkal.

## Az NDL fejlesztője
Az SDSYS mögött több mint két évtizedes tapasztalat, ERP, számvitel szervezési szakértelem és sok száz ügyfél kiszolgálása során megszerzett tudás áll. Fejlesztésük egyedi csatorna a bizonylat kiállító és befogadó közt, mely biztosítja az adatok 100%-os integritását, azonnali feldolgozhatóságát és visszakereshetőségét a teljes bizonylati láncba úgy, hogy a jelenlegi megoldások minden jó tulajdonságát ötvözi.